# Ypthima mossmani
Ypthima mossmani är en fjärilsart som beskrevs av John Nevill Eliot 1967. Ypthima mossmani ingår i släktet Ypthima och familjen praktfjärilar. Inga underarter finns listade i Catalogue of Life.